# Гент — Вевельгем 2025
87-й выпуск  Гент — Вевельгем — шоссейной однодневной велогонки по дорогам Бельгии. Гонка прошла 30 марта 2025 года в рамках Мирового тура UCI 2025 (категория 1UWT). Победу в третий раз одержал датский велогонщик Мадс Педерсен.

## Участники
Автоматически приглашения на гонку приняли все 18 команд категории UCI WorldTeam. Также организаторы пригласили ещё 7 команд категории ProTeam. Таким образом всего в гонке примет участие 25 команд.
| UCI WorldTeams (18)- Arkéa-B&B Hotels - Alpecin-Deceuninck - Bahrain-Victorious - Cofidis - Decathlon AG2R La Mondiale Team - EF Education-EasyPost - Groupama-FDJ - Ineos Grenadiers - Intermarché-Wanty - Lidl-Trek - Movistar Team - Red Bull-BORA-hansgrohe - Soudal Quick-Step - Team Jayco AlUla - Team Picnic-PostNL - Team Visma \| Lease a Bike - UAE Team Emirates XRG - XDS Astana Team UCI ProTeams (7)- Lotto - Israel-Premier Tech - Q36.5 Pro Cycling Team - Uno-X Mobility - Team Flanders-Baloise - Tudor Pro Cycling Team - Team TotalEnergies |
| |

## Маршрут
В выпуске 2025 года маршрут не претерпел значительных изменений по сравнению с двумя предыдущими изданиями. Финал остался почти таким же, как и в прошлом году. Основные изменения касаются длинного отрезка дороги, который снова начинается в Ипре. Этот участок остаётся ровным, но может быть коварным из-за ветра. Зато трасса сохраняет свои знаменитые подъёмы: Шерпенберг, Банеберг, Монтеберг и Кеммельберг (со стороны Бельведера). Все эти препятствия нужно преодолеть дважды в различном порядке. Последний подъём снова встретится со стороны Оссайра, что станет последним трудным участком перед финишем в Вевельгеме. Гонка завершится на отметке в 250,3 километра.

## Ход гонки
С самого начала гонки образовалась группа из девяти спортсменов, которая создала значительное преимущество. Однако главным событием стал стремительный рывок Педерсена, поддержанный Арьеном Ливайнсом. После падения Олава Коя (позже команда подтвердила, что Олав получил перелом ключицы) и прокола у Йеспера Филипсена, Педерсен смог оторваться от своих преследователей.
На втором подъёме Кеммельберга датчанин совершил решающий рывок, создав отрыв более чем на минуту. Несмотря на попытки организованной погони со стороны команд Alpecin — Deceuninck, Soudal — Quick Step и Uno-X Mobility, Педерсен уверенно довёл гонку до победы, опередив пелотон на 52 секунды.
В финальном спринте за второе и третье места развернулась захватывающая борьба — сразились Тим Мерлир из Soudal — Quick Step и Джонатан Милан из Lidl — Trek.

## Результаты
| \| Генеральная классификация \| Генеральная классификация \| Генеральная классификация \| Генеральная классификация \| Генеральная классификация \| \| Гонщик \| Гонщик \| Команда \| Время \| \| \| ------------------------- \| ------------------------- \| ------------------------- \| ------------------------- \| ------------------------- \| \| 1-й \| Мадс Педерсен \| Lidl-Trek \| 5ч 30' 21 \| \| \| 2-й \| Тим Мерлир \| Soudal Quick-Step \| + 49 \| \| \| 3-й \| Джонатан Милан \| Lidl-Trek \| + 49 \| \| \| 4-й \| Александер Кристофф \| Uno-X Mobility \| + 49 \| \| \| 5-й \| Уго Хофстеттер \| Israel-Premier Tech \| + 49 \| \| \| 6-й \| Давиде Баллерини \| XDS Astana Team \| + 49 \| \| \| 7-й \| Биньям Гирмай \| Intermarché-Wanty \| + 49 \| \| \| 8-й \| Дженно Беркмоэс \| Lotto \| + 49 \| \| \| 9-й \| Йорди Мёйс \| Red Bull-Bora-Hansgrohe \| + 49 \| \| \| 10-й \| Лауренц Рекс \| Intermarché-Wanty \| + 49 \| \| |                     |                         |           |
| |                     |                         |           |
| |                     |                         |           |
| Генеральная классификация |                     |                         |           |
| Гонщик | Гонщик              | Команда                 | Время     |
| 1-й | Мадс Педерсен       | Lidl-Trek               | 5ч 30' 21 |
| 2-й | Тим Мерлир          | Soudal Quick-Step       | + 49      |
| 3-й | Джонатан Милан      | Lidl-Trek               | + 49      |
| 4-й | Александер Кристофф | Uno-X Mobility          | + 49      |
| 5-й | Уго Хофстеттер      | Israel-Premier Tech     | + 49      |
| 6-й | Давиде Баллерини    | XDS Astana Team         | + 49      |
| 7-й | Биньям Гирмай       | Intermarché-Wanty       | + 49      |
| 8-й | Дженно Беркмоэс     | Lotto                   | + 49      |
| 9-й | Йорди Мёйс          | Red Bull-Bora-Hansgrohe | + 49      |
| 10-й | Лауренц Рекс        | Intermarché-Wanty       | + 49      |